# Томсон, Кей
Кей Томсон (родилась 18 февраля 1964 года в Торонто) — канадская фигуристка, выступавшая в женском одиночном катании. Трёхкратная чемпионка Канады.
Тренировалась у Луиса Стонга и Сандры Безик. Имела две оригинальные особенности:
— единственная из всех женщин-одиночниц чисто исполняла сложнейший в те годы прыжок тройной лутц (он покорился ей дважды на чемпионатах мира 1983 и 1984) и это при том, что с остальными, гораздо более простыми прыжками не только не справлялась (флип), но и вообще не планировала их исполнять в программе (риттбергер, сальхов и тулуп), всегда оказываясь с единственным исполненным тройным прыжком в произвольной программе;
— была лучшей исполнительницей вращений в 1982—84 (после ухода из любителей Д.Бильманн) — исполняла их на большой скорости, с огромным количеством оборотов (вплоть до 55—60 в комбинированном в короткой программе), точнейшей центровкой, заклон — назад, на другой ноге, в отличие от большинства фигуристок, с сильным прогибом спины назад, а вращение в винте в уникальной позиции, скрестив ноги.

## Спортивные достижения
| Соревнования      | 1981 | 1982 | 1983 | 1984 |
| Зимние Олимпиады  | -    | -    | -    | 12   |
| Чемпионаты мира   | -    | 8    | 7    | 5    |
| Чемпионаты Канады | 2    | 1    | 1    | 1    |